# Henri Louis d'Aloigny
Henri-Louis d'Aloigny, marquis de Rochefort (-sur-Creuse, à Sauzelles), dit le « maréchal de Rochefort », né en 1626 et mort le 22 mai 1676 à Nancy, était un militaire français du XVIIe siècle. Maréchal de France, général des armées du Roy, capitaine des Garde du corps de Sa Majesté, gouverneur et lieutenant général des provinces de Lorraine et du Barrois, de Metz, Toul, Verdun et du pays messin, et de la ville d'Ath en Flandres, Henri-Louis d'Aloigny parvient à tous ces honneurs plutôt par son mérite que par sa naissance.
Il portait également, comme son père Louis d'Aloigny, les titres de marquis du Blanc dans la province du Berry, baron de Cors et de Craon (et en cette qualité premier baron d'Anjou), seigneur de Roches, d'Aileron, de Rollenier, de Preignier, de la Forest, etc.

## Biographie
Il sert d'abord dans sa première jeunesse sous les ordres de M. le Prince de Condé qui le fait guidon et ensuite capitaine de sa compagnie de gendarmes, puis en Allemagne et en Hongrie où il se distingue en plusieurs occasions. Au cours d'un combat, il est grièvement blessé au visage et en portera la marque toute sa vie.
À son retour le Roi le nomme capitaine-Lieutenant des gendarmes de Monseigneur le Dauphin par lettres du 13 avril 1665, puis le fait successivement brigadier de la gendarmerie, gouverneur d'Ath le 14 avril 1667, et maréchal de camp le 1er janvier 1668.
Pendant la guerre de Dévolution, il reçoit ordre d'aller servir sous le comte de Duras, et encore dans l'armée de Flandres sous le vicomte de Turenne, et se trouva aux sièges de Courtray, d'Oudenarde, de Dixmude, de Furnes, d'Armentières, de Bergues, de Douai, de Tournai (1667) et d'Ath.
Les services qu'il rend en ces différentes occasions lui valent de recevoir, le 29 mai 1668, une pension de 2 000 écus.
En 1669, Louis XIV l'envoie servir sous les ordres du maréchal de Créquy sur les frontières de Lorraine, et ayant été fait lieutenant-général en 1672, il accompagne le Roi pendant la guerre de Hollande, se trouve au passage du Rhin et à la prise d'Utrecht, prend Naarden le 12 juillet 1672, et se signale pareillement au siège de Trèves.
Il avait été pourvu de la charge de capitaine des gardes du corps et nommé en 1673 pour commander les troupes qui étaient soit en Lorraine soit dans le Barrois, et dans les Trois-Évêchés (Metz, Toul et Verdun).

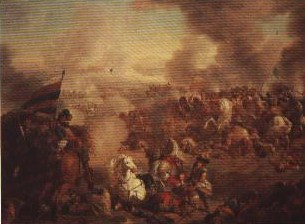
la bataille de Senef par Gagneraux, Musée des beaux-arts de Dijon

Il est présent l'année suivante à la bataille de Senef, et obtient le 27 février 1675 le gouvernement de Lorraine et du Barrois, et des villes et citadelles de Metz, Toul et Verdun. Il est élevé la même année à la dignité de maréchal de France, et choisi le 10 mars 1676 pour commander en chef un corps d'armée sur les rivières de Meuse et de Moselle.
Il meurt à Nancy le 22 mai 1676, et son corps, criblé de blessures, fut apporté à Paris aux Ursulines du faubourg Saint-Jacques.
Il se qualifiait « très-Haut et très-Puissant Seigneur », qualité qu'il donnait aussi à son père lors de son mariage accordé par contrat du 29 avril 1662 avec Demoiselle Madeleine de Laval (fille de « très-Haut et très-Puissant Seigneur » Messire Gilles-Guy de Laval-Bois-Dauphin, chevalier, marquis de Laval et de Sablé, maréchal des camps et armées du roi, et de très-Haute et très-Puissante Dame Marie Séguier, sa veuve, qui était fille du Chancelier Séguier et qui lui avait apporté Saint-Liébault et Villemor). Ce mariage fut célébré le lendemain dans l'Hôtel de Séguier.
La Maréchale de Rochefort est nommée le 1er janvier 1674 dame du palais de la Reine (Marie-Thérèse d'Autriche : 1674-1680), le 8 janvier 1680 1re dame d'atours de Madame la Dauphine (Marie-Anne de Bavière : 1680 à 1690), et enfin dame d'honneur de S. A. R. Madame la Duchesse d'Orléans et dame d'honneur de Françoise-Marie de Bourbon (femme du Régent et fille de Louis XIV) de 1692 à 1729. Elle meurt à Paris le 1er avril 1729, âgée de 83 ans. Elle eut deux enfants du maréchal de Rochefort :
- Marie-Henriette d'Aloigny (1663-1736), dame de St-Liébault et de Villemor, épouse 1° en 1676 de son cousin germain Louis-Fauste de Brichanteau, puis 2° en 1691 de Charles de la Rochefoucauld de Roye-Roucy de Blanzac (Postérité des deux unions).
- Louis Pierre Armand d'Aloigny (1670-1701).

## Famille
Henri-Louis d'Aloigny était le fils de Louis d'Aloigny (1583-1657), marquis de Rochefort, chevalier des ordres du roi, et de Marie Habert de Montmor (Montmor aux Essarts ?).
Il avait une sœur, Anne Angélique d'Aloigny de Rochefort mariée par contrat du 21 juin 1656 à Claude Alphonse de Brichanteau chevalier, marquis de Nangis, seigneur de Meillant, mestre de camp du régiment de Picardie.
 
Marié en 1662 à Madeleine de Laval-Bois-Dauphin, il en eut Louis-Pierre-Armand d'Aloigny (ca. 1670-1701), et Marie-Henriette d'Aloigny de Rochefort qui se maria 1° avec dispense de consanguinité par contrat du 6 septembre 1676 à Louis-Fauste de Brichanteau son cousin germain (sa mère était Anne-Angélique d'Aloigny, sœur du maréchal, et son père Claude-Alphonse de Brichanteau ci-dessus), puis 2° avec Charles de La Rochefoucauld de Roye-Roucy de Blanzac (postérité des deux unions).
Pour son origine familiale, voir la Note 1 de l'article Allogny. 
La famille est poitevine (château d'Alogny à Lésigny-sur-Creuse), et Pierre II († vers 1364) contracte en 1350 une alliance avec Eglantine de La Trémoille, d'où présence de la famille aux confins du Poitou et du Berry, sur les deux rives de la Creuse : La Millandière à Douadic (en Brenne) et Rochefort-sur-Creuse (siège du marquisat) à Sauzelles. Le maréchal eut aussi la baronnie de Rochefort-sur-Loire, ou du moins son père Louis en 1620-1638 par acquisition sur le prince de Condé, selon le site municipal de Rochefort.

## Armoiries
| Figure | Blasonnement                               |
|        | De gueules à trois fleurs de lis d'argent. |

### Sources et bibliographie
- Louis Moréri, Le grand dictionnaire historique : ou le mélange curieux de l'histoire sacrée et profane qui contient en abrégé l'histoire fabuleuse des Dieux et des Héros de l'Antiquité Payenne, les vies et les actions remarquables des Patriarches, l'établissement et le progrès des Ordres Religieux et Militaires et la vie de leurs Fondateurs, les généalogies, la description des Empires Royaumes, l'histoire des conciles généraux et particuliers sous le nom des lieux où ils ont été tenus, vol. 1, Chez Jean Brandmuller, 1731 (lire en ligne) ;
- Louis-Pierre d' Hozier, Armorial général de la France, vol. 6, Firmin-Didot, 1768 (lire en ligne) ;
- Nicolas Viton de Saint-Allais, Nobiliaire universel de France : ou Recueil général des généalogies historiques des maisons nobles de ce royaume, vol. 11, Au bureau du Nobiliaire universel de France, 1817 (lire en ligne) ;
- Katia Béguin, Les princes de Condé : rebelles, courtisans et mécènes dans la France du Grand Siècle, Éditions Champ Vallon, 1999, 462 p. (ISBN 978-2-87673-277-3, lire en ligne) ;
- Michel Popoff (préf. Hervé Pinoteau), Armorial de l'Ordre du Saint-Esprit : d'après l'œuvre du père Anselme et ses continuateurs, Paris, Le Léopard d'or, 1996, 204 p. (ISBN 2-86377-140-X)